# Oligomyrmex subreptor
Oligomyrmex subreptor är en myrart som beskrevs av Carlo Emery 1900. Oligomyrmex subreptor ingår i släktet Oligomyrmex och familjen myror. Inga underarter finns listade i Catalogue of Life.